# 2-甲基異莰醇
2-甲基異莰醇是一種具有強烈氣味的有機化合物，為异冰片之衍生物。它的氣味很易被人類識別，因此是其中一種影響飲用水質素的物質。當天氣炎熱，水藻便會在水庫增生，釋出2-甲基異莰醇，使食水產生異味。使用活性碳可有效減低食水中2-甲基異莰醇的異味。